# 查理·貝茲
查理·貝茲（英語：Charley Bates）是查爾斯·狄更斯小說《孤雛淚》的虛構人物，為費金犯罪集團的主要成員之一，「機靈鬼」阿飛·道奇的同伴。

## 角色
查理·貝茲是猶太老頭費金犯罪團體的主要成員，有著出色的偷盜技巧。他與機靈鬼合力竊取布朗羅先生的手帕，遭人發現後迅速落跑，致使奧利弗·崔斯特被捕。
在小說結尾，查理對比爾·賽克斯謀殺南茜的殘忍行為感到震驚，於是試圖向民眾揭露比爾·賽克斯所在之處。他在事件過後進行了反思，決定痛改前非，過著正直的生活，起初他在農家做苦工，努力奮鬥，最終成為北安普敦郡的一名畜牧業者。

## 分析
跟南茜一樣，查理代表了墮落者也有獲得救贖的機會。歷史學家阿克頓男爵認為，從對南茜和查理的描寫表明《孤雛淚》比狄更斯早期的小說《匹克威克外傳》更為深刻。

## 演員
- 在1922年電影《孤雛淚（英语：Oliver Twist (1922 film)）》，由泰勒·格雷夫斯（英语：Taylor Graves）飾演[3]。
- 在1933年電影《孤雛淚（英语：Oliver Twist (1933 film)）》，由George Nash飾演[3]。
- 在2005年電影《孤雛淚》，由Lewis Chase飾演[3]。